# Poa wisselii
Espèce
Poa wisselii est une espèce de plantes monocotylédones de la famille des Poaceae (graminées), sous-famille des Pooideae. Cette espèce est endémique de l'île de Nouvelle-Guinée.